# Chalce
Chalce  è una caratteristica di albedo della superficie di Marte.